# Bergallia castellana
Bergallia castellana är en insektsart som beskrevs av Rauno E. Linnavuori 1973. Bergallia castellana ingår i släktet Bergallia och familjen dvärgstritar. Inga underarter finns listade i Catalogue of Life.